# Siège de Pirna
Guerre de Sept Ans
Batailles
- Minorque (navale) (1756)
- Pirna (1756)
- Lobositz (1756)
- Reichenberg (1757)
- Prague (1757)
- Kolin (1757)
- Hastenbeck (1757)
- Gross-Jägersdorf (1757)
- Moys (1757)
- Rochefort (1757)
- Rossbach (1757)
- Breslau (1757)
- Leuthen (1757)
- Carthagène (navale) (1758)
- Olomouc (1758)
- Saint-Malo (1758)
- Rheinberg (1758)
- Krefeld (1758)
- Domstadl (1758)
- Cherbourg (1758)
- Zorndorf (1758)
- Saint-Cast (1758)
- Tornow (1758)
- Lutzelberg (1758)
- Hochkirch (1758)
- Bergen (1759)
- Kay (1759)
- Minden (1759)
- Kunersdorf (1759)
- Neuwarp (navale) (1759)
- Hoyerswerda (1759)
- Baie de Quiberon (navale) (1759)
- Maxen (1759)
- Meissen (1759)
- Glatz (1760)
- Landshut (1760)
- Corbach (1760)
- Emsdorf (1760)
- Dresde (1760)
- Warburg (1760)
- Liegnitz (1760)
- Rhadern (1760)
- Berlin (1760)
- Kloster Kampen (1760)
- Torgau (1760)
- Belle-Île (1761)
- Langensalza (1761)
- Cassel (1761)
- Grünberg (1761)
- Villinghausen (1761)
- Ölper (1761)
- Kolberg (1761)
- Wilhelmsthal (1762)
- Burkersdorf (1762)
- Lutterberg (1762)
- Reichenbach (1762)
- Almeida (1762)
- Valencia de Alcántara (1762)
- Nauheim (1762)
- Vila Velha de Ródão (1762)
- Cassel (1762)
- Freiberg (1762)

- Jumonville Glen (1754)
- Fort Necessity (1754)
- Fort Beauséjour (1755)
- 8 juin 1755
- Monongahela (1755)
- Petitcoudiac (1755)
- Lac George (1755)
- Fort Bull (1756)
- Fort Oswego (1756)
- Kittanning (1756)
- En raquettes (1757)
- Pointe du Jour du Sabbat (1757)
- Fort William Henry (1757)
- German Flatts (1757)
- Lac Saint-Sacrement (1758)
- Louisbourg (1758)
- Le Cran (1758)
- Fort Carillon (1758)
- Fort Frontenac (1758)
- Fort Duquesne (1758)
- Fort Ligonier (1758)
- Québec (1759)
- Fort Niagara (1759)
- Beauport (1759)
- Plaines d'Abraham (1759)
- Sainte-Foy (1760)
- Neuville (1760)
- Ristigouche (navale) (1760)
- Mille-Îles (1760)
- Signal Hill (1762)

- Cap-Français (1757)
- Martinique (1759)
- Guadeloupe (1759)
- Dominique (1761)
- Martinique (1762)
- Cuba (1762)

- Chandernagor (1757)
- Plassey (1757)
- Gondelour (1758)
- Négapatam (navale) (1758)
- Condore (1758)
- Madras (1758)
- Pondichéry (navale) (1759)
- Masulipatam (1759)
- Chinsurah (1758)
- Wandiwash (1760)
- Pondichéry (1760-1761)
- Manille (1762)

- Saint-Louis (1758)
- Gorée (1758)
- Gambie

Le siège de Pirna ou entrée dans Pirna est un épisode de l'invasion de l'électorat de Saxe par les armées prussiennes en septembre-octobre 1756, au début de la guerre de Sept Ans.

## Contexte
L'année 1756 est marquée en Europe par la formation de deux coalitions nouvelles par rapport à celles de la guerre de Succession d'Autriche : la Prusse et le Royaume-Uni font face à l'alliance de la France, de la Russie et de l'Autriche, soutenues par la Saxe et par la Suède. 
La guerre commence immédiatement, d'abord en Méditerranée (attaque de la base britannique de Minorque par la France en avril), puis en Amérique (bataille de Fort Oswego en août). 
L'invasion de la Saxe par la Prusse de Frédéric II est le premier acte de guerre en Europe. Le 9 septembre, les Prussiens occupent notamment Dresde, capitale de l’électorat. 

## Déroulement des opérations
L'armée saxonne bat en retraite vers le sud et se reforme sous les ordres de Friedrich August Rutowski dans la forteresse de Pirna, devant laquelle les Prussiens mettent le siège. 
Les Saxons comptent sur l'arrivée d'une armée autrichienne, qui se trouve encore en Bohême, possession autrichienne, sous les ordres du maréchal Browne.
Les Prussiens attaquent d'abord cette armée dont ils sont vainqueurs à Lobositz (1er octobre). Les Autrichiens se retirent et tentent de rallier Pirna par une autre route, mais la manœuvre échoue. 
La situation des Saxons, qui tentent en vain de quitter Pirna en traversant l'Elbe, devient rapidement désespérée. Le 14 octobre, Rutowski signe l'acte de capitulation avec le roi de Prusse.

## Bilan et suites
Au total, 18 000 hommes sont concernés par cette reddition. 
Ils sont incorporés de force dans les troupes prussiennes, ce qui suscite des protestations, y compris chez les Prussiens. 
Un grand nombre de ces soldats saxons incorporés de force déserteront et rallieront l'armée autrichienne pour essayer de libérer leur pays, en particulier lors de la bataille de Prague en 1757, où des régiments entiers changeront de camp.
En ce qui concerne les autorités saxonnes, l'électeur Auguste III et le premier ministre Heinrich von Brühl se réfugient à Varsovie, Auguste étant aussi roi de Pologne (élu). En revanche, son épouse Marie-Josèphe d'Autriche reste dans Dresde occupée, où elle mourra en novembre 1757.